# 入轨机动
入轨机动是指航天器在太空飛行時为了能进入围绕行星、月球或其他天体的轨道而调整自身动量的操作。航天器在準備入轨時如果飛行速度過快則需要减速，如果速度過慢則需要加速。